# Робертсон, Артур (ватерполист)
Артур Г. Робертсон (англ. Arthur G. Robertson; 1879 — ?) — британский ватерполист, чемпион летних Олимпийских игр 1900.
На Играх Робертсон входил в состав британской ватерпольной команды. Сначала она обыграла первую французскую команду в четвертьфинале, потом вторую в полуфинале, и в финальном матче она выиграла у бельгийской сборной, получив золотые медали.